# Arondismentul Château-Chinon (Ville)
Arondismentul Château-Chinon (Ville) (în franceză Arrondissement de Château-Chinon (Ville)) este un arondisment din departamentul Nièvre, regiunea Bourgogne, Franța.

## Subdiviziuni

### Cantoane
- Cantonul Château-Chinon (Ville)
- Cantonul Châtillon-en-Bazois
- Cantonul Fours
- Cantonul Luzy
- Cantonul Montsauche-les-Settons
- Cantonul Moulins-Engilbert

### Comune
| 1. Achun (58001)                   | 2. Alligny-en-Morvan (58003)        | 3. Alluy (58004)                   | 4. Arleuf (58010)                    |
| 5. Aunay-en-Bazois (58017)         | 6. Avrée (58019)                    | 7. Bazolles (58024)                | 8. Biches (58030)                    |
| 9. Blismes (58034)                 | 10. Brinay (58040)                  | 11. Cercy-la-Tour (58046)          | 12. Charrin (58060)                  |
| 13. Chaumard (58068)               | 14. Chiddes (58074)                 | 15. Chougny (58076)                | 16. Château-Chinon(Campagne) (58063) |
| 17. Château-Chinon(Ville) (58062)  | 18. Châtillon-en-Bazois (58065)     | 19. Châtin (58066)                 | 20. Corancy (58082)                  |
| 21. Dommartin (58099)              | 22. Dun-sur-Grandry (58107)         | 23. Fléty (58114)                  | 24. Fours (58118)                    |
| 25. Fâchin (58111)                 | 26. Gien-sur-Cure (58125)           | 27. Glux-en-Glenne (58128)         | 28. Gouloux (58129)                  |
| 29. Isenay (58135)                 | 30. Lanty (58139)                   | 31. Larochemillay (58140)          | 32. Lavault-de-Frétoy (58141)        |
| 33. Limanton (58142)               | 34. Luzy (58149)                    | 35. Maux (58161)                   | 36. Millay (58168)                   |
| 37. Mont-et-Marré (58175)          | 38. Montambert (58172)              | 39. Montaron (58173)               | 40. Montigny-en-Morvan (58177)       |
| 41. Montigny-sur-Canne (58178)     | 42. Montreuillon (58179)            | 43. Montsauche-les-Settons (58180) | 44. Moulins-Engilbert (58182)        |
| 45. Moux-en-Morvan (58185)         | 46. La Nocle-Maulaix (58195)        | 47. Onlay (58199)                  | 48. Ougny (58202)                    |
| 49. Ouroux-en-Morvan (58205)       | 50. Planchez (58210)                | 51. Poil (58211)                   | 52. Préporché (58219)                |
| 53. Rémilly (58221)                | 54. Saint-Agnan (58226)             | 55. Saint-Brisson (58235)          | 56. Saint-Gratien-Savigny (58243)    |
| 57. Saint-Hilaire-Fontaine (58245) | 58. Saint-Hilaire-en-Morvan (58244) | 59. Saint-Honoré-les-Bains (58246) | 60. Saint-Léger-de-Fougeret (58249)  |
| 61. Saint-Péreuse (58262)          | 62. Saint-Seine (58268)             | 63. Savigny-Poil-Fol (58274)       | 64. Sermages (58277)                 |
| 65. Sémelay (58276)                | 66. Tamnay-en-Bazois (58285)        | 67. Tazilly (58287)                | 68. Ternant (58289)                  |
| 69. Thaix (58290)                  | 70. Tintury (58292)                 | 71. Vandenesse (58301)             | 72. Villapourçon (58309)             |